# Murat Yakın
Murat Yakın (Basilea, 15 settembre 1974) è un allenatore di calcio ed ex calciatore svizzero di origine turca, di ruolo difensore, commissario tecnico della nazionale svizzera.

## Biografia
È il fratello maggiore di Hakan Yakın.

## Carriera

### Calciatore
Yakın trascorse i suoi migliori anni da calciatore giocando per il club della sua città, il Basilea, dove fu regista difensivo, capitano e libero di una squadra che riuscì a conseguire successi a livello nazionale e a ben figurare in UEFA Champions League. Vinse il campionato svizzero in cinque occasioni (1995, 1996, 2002, 2004, 2005) e la coppa nazionale tre volte (1994, 2002, 2003).
Egli, ha dichiarato, ricorda il ritorno della partita di qualificazione alla fase a gironi della UEFA Champions League 2002-2003 del 28 agosto 2002 contro il Celtic al St. Jakob-Park come la «partita della mia vita»: il Basilea vinse la partita per 2-0 (Yakın segnò il secondo gol al ventiduesimo minuto del primo tempo), e il punteggio aggregato, fissato sul 3-3, premiò, per la regola dei gol in trasferta, la formazione elvetica, che riuscì a qualificarsi alla fase a gironi della UEFA Champions League.
Sebbene i suoi trascorsi fuori dalla Svizzera non siano stati pieni di successi, è considerato uno dei migliori talenti calcistici svizzeri della sua generazione. Nel 2003 prese parte ad una partita di beneficenza promossa dalla FIFA e giocata a Basilea, il Match against Poverty, in cui fu uno dei giocatori del collettivo che raggruppava i migliori calciatori al mondo del momento.
Durante la sua carriera di calciatore ha collezionato 49 presenze con la nazionale svizzera, rappresentando il suo paese al campionato d'Europa 2004.

### Allenatore
Dopo esperienze come vice-allenatore al Concordia Basilea e al Grasshoppers, debuttò come tecnico nel 2008 al Frauenfeld, di cui fu allenatore per qualche mese. Dopo aver allenato nel 2008-2009 la formazione giovanile del Grasshoppers, nel 2009 passò sulla panchina del Thun, condotto alla promozione in massima serie tramite la vittoria del campionato cadetto e poi, nel 2010-2011, al quinto posto in massima divisione, con qualificazione all'Europa League.
Nel maggio 2011 fu nominato allenatore del Lucerna, mentre il 15 ottobre 2012 fu ingaggiato dal Basilea, con cui nel 2012-2013 vinse il campionato, perse la semifinale di Coppa Svizzera contro il Grasshoppers e approdò in semifinale di Europa League, per poi essere eliminato dal Chelsea. Il 4 gennaio 2014 fu annunciato il prolungamento del suo contratto con il club renano fino al termine della stagione 2014-2015, ma al termine della stagione 2013-2014, caratterizzata dalla vittoria del campionato e da due vittorie in UEFA Champions League contro il Chelsea, si trasferì allo Spartak Mosca, venendo sostituito da Paulo Sousa. L'esperienza in Russia fu, tuttavia, breve, essendosi chiusa con un deludente sesto posto in campionato, che lasciò i moscoviti fuori dalle coppe europee. Nel 2015-2016 allenò lo Sciaffusa e nella stagione seguente il Grasshoppers, mentre nel 2018-2019 fu alla guida del Sion. Tornato allo Sciaffusa nel 2019, lo allenò per un biennio.
Il 9 agosto 2021 fu nominato commissario tecnico della nazionale elvetica, in sostituzione di Vladimir Petković. Nelle qualificazioni al campionato del mondo 2022 la squadra di Yakın riuscì a bloccare l'Italia, campione d'Europa in carica, sul pari sia in casa sia in trasferta e a scavalcarla al primo posto nel girone, ottenendo la qualificazione diretta a Qatar 2022, dove uscì agli ottavi di finale. Ottenne poi la qualificazione al campionato d'Europa 2024, dove superò la prima fase come seconda classificata nel girone ed eliminò l'Italia campione d'Europa in carica agli ottavi di finale, per poi essere eliminata ai quarti dall'Inghilterra.

## Statistiche

### Cronologia presenze e reti in nazionale
| Cronologia completa delle presenze e delle reti in nazionale ― Svizzera | Cronologia completa delle presenze e delle reti in nazionale ― Svizzera | Cronologia completa delle presenze e delle reti in nazionale ― Svizzera | Cronologia completa delle presenze e delle reti in nazionale ― Svizzera | Cronologia completa delle presenze e delle reti in nazionale ― Svizzera | Cronologia completa delle presenze e delle reti in nazionale ― Svizzera | Cronologia completa delle presenze e delle reti in nazionale ― Svizzera | Cronologia completa delle presenze e delle reti in nazionale ― Svizzera |
| Data                                                                    | Città                                                                   | In casa                                                                 | Risultato                                                               | Ospiti                                                                  | Competizione                                                            | Reti                                                                    | Note                                                                    |
| ----------------------------------------------------------------------- | ----------------------------------------------------------------------- | ----------------------------------------------------------------------- | ----------------------------------------------------------------------- | ----------------------------------------------------------------------- | ----------------------------------------------------------------------- | ----------------------------------------------------------------------- | ----------------------------------------------------------------------- |
| 6-9-1994                                                                | Sion                                                                    | Svizzera                                                                | 1 – 0                                                                   | Emirati Arabi Uniti                                                     | Amichevole                                                              | -                                                                       | 32’, 72’                                                                |
| 12-10-1994                                                              | Berna                                                                   | Svizzera                                                                | 4 – 2                                                                   | Svezia                                                                  | Qual. Euro 1996                                                         | -                                                                       | 79’ 83’                                                                 |
| 11-10-1995                                                              | Zurigo                                                                  | Svizzera                                                                | 3 – 0                                                                   | Ungheria                                                                | Qual. Euro 1996                                                         | -                                                                       |                                                                         |
| 31-8-1996                                                               | Baku                                                                    | Azerbaigian                                                             | 1 – 0                                                                   | Svizzera                                                                | Qual. Mondiali 1998                                                     | -                                                                       |                                                                         |
| 6-10-1996                                                               | Helsinki                                                                | Finlandia                                                               | 2 – 3                                                                   | Svizzera                                                                | Qual. Mondiali 1998                                                     | 1                                                                       |                                                                         |
| 10-11-1996                                                              | Berna                                                                   | Svizzera                                                                | 0 – 1                                                                   | Norvegia                                                                | Qual. Mondiali 1998                                                     | -                                                                       | 88’                                                                     |
| 10-2-1997                                                               | Hong Kong                                                               | Russia                                                                  | 2 – 1                                                                   | Svizzera                                                                | Amichevole                                                              | -                                                                       | cap. 51’ 55’                                                            |
| 2-4-1997                                                                | Lucerna                                                                 | Svizzera                                                                | 1 – 0                                                                   | Lettonia                                                                | Amichevole                                                              | -                                                                       | 46’                                                                     |
| 30-4-1997                                                               | Zurigo                                                                  | Svizzera                                                                | 1 – 0                                                                   | Ungheria                                                                | Qual. Mondiali 1998                                                     | -                                                                       | 71’                                                                     |
| 6-8-1997                                                                | Bratislava                                                              | Slovacchia                                                              | 1 – 0                                                                   | Svizzera                                                                | Amichevole                                                              | -                                                                       | 81’                                                                     |
| 20-8-1997                                                               | Budapest                                                                | Ungheria                                                                | 1 – 1                                                                   | Svizzera                                                                | Qual. Mondiali 1998                                                     | -                                                                       | 12’                                                                     |
| 10-9-1997                                                               | Oslo                                                                    | Norvegia                                                                | 5 – 0                                                                   | Svizzera                                                                | Qual. Mondiali 1998                                                     | -                                                                       |                                                                         |
| 11-10-1997                                                              | Zurigo                                                                  | Svizzera                                                                | 5 – 0                                                                   | Azerbaigian                                                             | Qual. Mondiali 1998                                                     | 1                                                                       | 85’                                                                     |
| 25-3-1998                                                               | Berna                                                                   | Svizzera                                                                | 1 – 1                                                                   | Inghilterra                                                             | Amichevole                                                              | -                                                                       |                                                                         |
| 22-4-1998                                                               | Belfast                                                                 | Irlanda del Nord                                                        | 1 – 0                                                                   | Svizzera                                                                | Amichevole                                                              | -                                                                       |                                                                         |
| 6-6-1998                                                                | Basilea                                                                 | Svizzera                                                                | 1 – 1                                                                   | Jugoslavia                                                              | Amichevole                                                              | -                                                                       |                                                                         |
| 2-9-1998                                                                | Niš                                                                     | Jugoslavia                                                              | 1 – 1                                                                   | Svizzera                                                                | Amichevole                                                              | -                                                                       |                                                                         |
| 10-2-1999                                                               | Mascate                                                                 | Oman                                                                    | 1 – 2                                                                   | Svizzera                                                                | Amichevole                                                              | -                                                                       | 76’                                                                     |
| 10-3-1999                                                               | San Gallo                                                               | Svizzera                                                                | 2 – 4                                                                   | Austria                                                                 | Amichevole                                                              | -                                                                       | 39’                                                                     |
| 26-4-2000                                                               | Kaiserslautern                                                          | Germania                                                                | 1 – 1                                                                   | Svizzera                                                                | Amichevole                                                              | -                                                                       |                                                                         |
| 16-8-2000                                                               | San Gallo                                                               | Svizzera                                                                | 2 – 2                                                                   | Grecia                                                                  | Amichevole                                                              | -                                                                       |                                                                         |
| 15-8-2001                                                               | Kaiserslautern                                                          | Austria                                                                 | 1 – 2                                                                   | Svizzera                                                                | Amichevole                                                              | -                                                                       |                                                                         |
| 1-9-2001                                                                | Basilea                                                                 | Svizzera                                                                | 1 – 2                                                                   | Jugoslavia                                                              | Qual. Mondiali 2002                                                     | -                                                                       |                                                                         |
| 5-9-2001                                                                | Lussemburgo                                                             | Lussemburgo                                                             | 0 – 3                                                                   | Svizzera                                                                | Qual. Mondiali 2002                                                     | -                                                                       |                                                                         |
| 6-10-2001                                                               | Mosca                                                                   | Russia                                                                  | 4 – 0                                                                   | Svizzera                                                                | Qual. Mondiali 2002                                                     | -                                                                       | 46’                                                                     |
| 12-2-2002                                                               | Nicosia                                                                 | Cipro                                                                   | 1 – 1 dts (4 – 2 dtr)                                                   | Svizzera                                                                | Amichevole                                                              | -                                                                       |                                                                         |
| 13-2-2002                                                               | Limassol                                                                | Ungheria                                                                | 1 – 2                                                                   | Svizzera                                                                | Amichevole                                                              | -                                                                       | cap.                                                                    |
| 27-3-2002                                                               | Stoccolma                                                               | Svezia                                                                  | 1 – 1                                                                   | Svizzera                                                                | Amichevole                                                              | -                                                                       |                                                                         |
| 15-5-2002                                                               | San Gallo                                                               | Svizzera                                                                | 1 – 3                                                                   | Canada                                                                  | Amichevole                                                              | -                                                                       | 44’ 63’                                                                 |
| 21-8-2002                                                               | Basilea                                                                 | Svizzera                                                                | 3 – 2                                                                   | Austria                                                                 | Amichevole                                                              | 1                                                                       | 90+1’                                                                   |
| 8-9-2002                                                                | Basilea                                                                 | Svizzera                                                                | 4 – 1                                                                   | Georgia                                                                 | Qual. Euro 2004                                                         | -                                                                       |                                                                         |
| 12-10-2002                                                              | Tirana                                                                  | Albania                                                                 | 1 – 1                                                                   | Svizzera                                                                | Qual. Euro 2004                                                         | 1                                                                       |                                                                         |
| 16-10-2002                                                              | Dublino                                                                 | Irlanda                                                                 | 1 – 2                                                                   | Svizzera                                                                | Qual. Euro 2004                                                         | -                                                                       |                                                                         |
| 2-4-2003                                                                | Tbilisi                                                                 | Georgia                                                                 | 0 – 0                                                                   | Svizzera                                                                | Qual. Euro 2004                                                         | -                                                                       |                                                                         |
| 30-4-2003                                                               | Ginevra                                                                 | Svizzera                                                                | 1 – 2                                                                   | Italia                                                                  | Amichevole                                                              | -                                                                       | 69’                                                                     |
| 7-6-2003                                                                | Basilea                                                                 | Svizzera                                                                | 2 – 2                                                                   | Russia                                                                  | Qual. Euro 2004                                                         | -                                                                       | 67’                                                                     |
| 11-6-2003                                                               | Ginevra                                                                 | Svizzera                                                                | 3 – 2                                                                   | Albania                                                                 | Qual. Euro 2004                                                         | -                                                                       |                                                                         |
| 20-8-2003                                                               | Ginevra                                                                 | Svizzera                                                                | 0 – 2                                                                   | Francia                                                                 | Amichevole                                                              | -                                                                       | 46’                                                                     |
| 10-9-2003                                                               | Mosca                                                                   | Russia                                                                  | 4 – 1                                                                   | Svizzera                                                                | Qual. Euro 2004                                                         | -                                                                       |                                                                         |
| 11-10-2003                                                              | Basilea                                                                 | Svizzera                                                                | 2 – 0                                                                   | Irlanda                                                                 | Qual. Euro 2004                                                         | -                                                                       |                                                                         |
| 2-6-2004                                                                | Basilea                                                                 | Svizzera                                                                | 0 – 2                                                                   | Germania                                                                | Amichevole                                                              | -                                                                       | 10’ 46’                                                                 |
| 6-6-2004                                                                | Basilea                                                                 | Svizzera                                                                | 1 – 0                                                                   | Liechtenstein                                                           | Amichevole                                                              | -                                                                       | cap.                                                                    |
| 13-6-2004                                                               | Leiria                                                                  | Svizzera                                                                | 0 – 0                                                                   | Croazia                                                                 | Euro 2004 - 1º turno                                                    | -                                                                       |                                                                         |
| 17-6-2004                                                               | Coimbra                                                                 | Inghilterra                                                             | 3 – 0                                                                   | Svizzera                                                                | Euro 2004 - 1º turno                                                    | -                                                                       |                                                                         |
| 21-6-2004                                                               | Coimbra                                                                 | Francia                                                                 | 3 – 1                                                                   | Svizzera                                                                | Euro 2004 - 1º turno                                                    | -                                                                       |                                                                         |
| 18-8-2004                                                               | Basilea                                                                 | Svizzera                                                                | 0 – 0                                                                   | Irlanda del Nord                                                        | Amichevole                                                              | -                                                                       | 46’                                                                     |
| 4-9-2004                                                                | Basilea                                                                 | Svizzera                                                                | 6 – 0                                                                   | Fær Øer                                                                 | Qual. Mondiali 2006                                                     | -                                                                       |                                                                         |
| 8-9-2004                                                                | Basilea                                                                 | Svizzera                                                                | 1 – 1                                                                   | Irlanda                                                                 | Qual. Mondiali 2006                                                     | -                                                                       |                                                                         |
| 9-10-2004                                                               | Tel Aviv                                                                | Israele                                                                 | 2 – 2                                                                   | Svizzera                                                                | Qual. Mondiali 2006                                                     | -                                                                       | 61’                                                                     |
| Totale                                                                  |                                                                         | Presenze                                                                | 49                                                                      |                                                                         | Reti                                                                    | 4                                                                       |                                                                         |

### Statistiche da allenatore

#### Club
| Stagione            | Squadra          | Campionato       | Campionato | Campionato | Campionato | Campionato | Coppe nazionali | Coppe nazionali | Coppe nazionali | Coppe nazionali | Coppe nazionali | Coppe continentali | Coppe continentali | Coppe continentali | Coppe continentali | Coppe continentali | Altre coppe | Altre coppe | Altre coppe | Altre coppe | Altre coppe | Totale | Totale | Totale | Totale | % Vittorie | Piazzamento |
| Stagione            | Squadra          | Comp             | G          | V          | N          | P          | Comp            | G               | V               | N               | P               | Comp               | G                  | V                  | N                  | P                  | Comp        | G           | V           | N           | P           | G      | V      | N      | P      | %          | Piazzamento |
| ------------------- | ---------------- | ---------------- | ---------- | ---------- | ---------- | ---------- | --------------- | --------------- | --------------- | --------------- | --------------- | ------------------ | ------------------ | ------------------ | ------------------ | ------------------ | ----------- | ----------- | ----------- | ----------- | ----------- | ------ | ------ | ------ | ------ | ---------- | ----------- |
| feb.-giu. 2008      | Frauenfeld       | 2.L              | 13         | 3          | 2          | 8          | CS              |                 |                 |                 |                 |                    |                    |                    |                    |                    |             |             |             |             |             | 13     | 3      | 2      | 8      | 23,08      | Sub., 10º   |
| 2009-2010           | Thun             | CL               | 30         | 18         | 6          | 6          | CS              | 4               | 3               | 0               | 1               |                    |                    |                    |                    |                    |             |             |             |             |             | 34     | 21     | 6      | 7      | 61,76      | 1º          |
| 2010-2011           | Thun             | SL               | 36         | 11         | 16         | 9          | CS              | 4               | 3               | 1               | 0               |                    |                    |                    |                    |                    |             |             |             |             |             | 40     | 14     | 17     | 9      | 35,00      | 5º          |
| Totale Thun         | Totale Thun      | Totale Thun      | 66         | 29         | 22         | 15         |                 | 8               | 6               | 0               | 2               |                    |                    |                    |                    |                    |             |             |             |             |             | 74     | 35     | 22     | 17     | 47,30      |             |
| 2011-2012           | Lucerna          | SL               | 34         | 14         | 12         | 8          | CS              | 6               | 5               | 1               | 0               |                    |                    |                    |                    |                    |             |             |             |             |             | 40     | 19     | 13     | 8      | 47,50      | 2º          |
| ago. 2012           | Lucerna          | SL               | 6          | 0          | 3          | 3          | CS              |                 |                 |                 |                 | UEL                |                    |                    |                    |                    |             |             |             |             |             | 41     | 17     | 7      | 17     | 41,46      | Eson.       |
| Totale Lucerna      | Totale Lucerna   | Totale Lucerna   | 40         | 14         | 15         | 11         |                 | 6               | 5               | 1               | 0               |                    |                    |                    |                    |                    |             |             |             |             |             | 46     | 19     | 16     | 11     | 41,30      |             |
| ott. 2012-2013      | Basilea          | SL               | 24         | 16         | 3          | 5          | CS              | 5               | 4               | 1               | 0               | UCL+UEL            | 0+12               | 0+4                | 0+4                | 0+4                |             |             |             |             |             | 41     | 24     | 8      | 9      | 58,54      | Sub., 1º    |
| 2013-2014           | Basilea          | SL               | 36         | 19         | 15         | 2          | CS              | 6               | 5               | 0               | 1               | UCL+UEL            | 10+6               | 5+3                | 3+2                | 2+1                |             |             |             |             |             | 58     | 32     | 20     | 6      | 55,17      | 1º          |
| Totale Basilea      | Totale Basilea   | Totale Basilea   | 60         | 35         | 18         | 7          |                 | 11              | 9               | 1               | 1               |                    | 28                 | 12                 | 9                  | 7                  |             |             |             |             |             | 99     | 56     | 28     | 15     | 56,57      |             |
| 2014-2015           | Spartak Mosca    | PL               | 30         | 12         | 8          | 10         | KR              | 2               | 1               | 0               | 1               |                    |                    |                    |                    |                    |             |             |             |             |             | 32     | 13     | 8      | 11     | 40,63      | 6º          |
| dic. 2016-2017      | Sciaffusa        | CL               | 18         | 12         | 2          | 4          | CS              |                 |                 |                 |                 |                    |                    |                    |                    |                    |             |             |             |             |             | 18     | 12     | 2      | 4      | 66,67      | Sub., 4º    |
| ago. 2017           | Sciaffusa        | CL               | 5          | 5          | 0          | 0          | CS              | 1               | 1               | 0               | 0               |                    |                    |                    |                    |                    |             |             |             |             |             | 6      | 6      | 0      | 0      | 100,00&    | Resc. cons. |
| ago. 2017-apr. 2018 | Grasshopper      | SL               | 23         | 7          | 7          | 9          | CS              | 4               | 2               | 1               | 1               |                    |                    |                    |                    |                    |             |             |             |             |             | 27     | 9      | 8      | 10     | 33,33      | Sub., eson. |
| set. 2018-2019      | Sion             | SL               | 30         | 10         | 7          | 13         | CS              | 3               | 2               | 0               | 1               |                    |                    |                    |                    |                    |             |             |             |             |             | 33     | 12     | 7      | 14     | 36,36      | Sub., 8º    |
| 2019-2020           | Sciaffusa        | CL               | 36         | 6          | 14         | 16         | CS              | 1               | 0               | 0               | 1               |                    |                    |                    |                    |                    |             |             |             |             |             | 37     | 6      | 14     | 17     | 16,22      | 9º          |
| 2020-2021           | Sciaffusa        | CL               | 36         | 16         | 10         | 10         | CS              | 1               | 0               | 0               | 1               |                    |                    |                    |                    |                    |             |             |             |             |             | 37     | 16     | 10     | 11     | 43,24      | 4º          |
| lug.-ago. 2021      | Sciaffusa        | CL               | 3          | 0          | 2          | 1          | CS              |                 |                 |                 |                 |                    |                    |                    |                    |                    |             |             |             |             |             | 3      | 0      | 2      | 1      | &0,00      | Resc. cons. |
| Totale Sciaffusa    | Totale Sciaffusa | Totale Sciaffusa | 98         | 37         | 28         | 32         |                 | 3               | 1               | 0               | 2               |                    |                    |                    |                    |                    |             |             |             |             |             | 101    | 38     | 28     | 34     | 37,62      |             |
| Totale carriera     | Totale carriera  | Totale carriera  | 479        | 222        | 112        | 143        |                 | 47              | 29              | 7               | 11              |                    | 28                 | 12                 | 9                  | 7                  |             |             |             |             |             | 581    | 274    | 132    | 175    | 47,16      |             |

### Nazionale
Statistiche aggiornate al 10 giugno 2025.
| Squadra  | Naz                 | dal           | al        | Record | Record | Record | Record     | Record | Record | Record | Record |
| G        | V                   | N             | P         | GF     | GS     | DR     | % Vittorie |        |        |        |        |
| -------- | ------------------- | ------------- | --------- | ------ | ------ | ------ | ---------- | ------ | ------ | ------ | ------ |
| Svizzera | Svizzera (bandiera) | 9 agosto 2021 | in carica | 49     | 20     | 17     | 12         | 80     | 59     | +21    | 40,82  |

#### Nazionale nel dettaglio
| 2021            | Svizzera        | Qual. Mondiale 2022           | 1º nel Gruppo C, qualificato                         | 6  | 3  | 3  | 0  | 50,00 | 11 | 1  | +10 |
| 2022            | Svizzera        | UEFA Nations League 2022-2023 | 3º nel Gruppo 2 della Lega A                         | 6  | 3  | 0  | 3  | 50,00 | 6  | 9  | -3  |
| nov.-dic. 2022  | Svizzera        | Mondiale 2022                 | Ottavi di finale                                     | 4  | 2  | 0  | 2  | 50,00 | 5  | 9  | -4  |
| 2023            | Svizzera        | Qual. Euro 2024               | 2º nel Gruppo I, qualificato                         | 10 | 4  | 5  | 1  | 40,00 | 22 | 11 | +11 |
| giu.-lug. 2024  | Svizzera        | Europeo 2024                  | Quarti di finale                                     | 5  | 2  | 3  | 0  | 40,00 | 8  | 4  | +4  |
| 2024            | Svizzera        | UEFA Nations League 2024-2025 | 4º nel Gruppo 4 della Lega A, retrocesso alla Lega B | 6  | 0  | 2  | 4  | &0,00 | 6  | 14 | -8  |
| Dal 2021        | Svizzera        | Amichevoli                    |                                                      | 12 | 6  | 4  | 2  | 50,00 | 22 | 11 | +1  |
| Totale Svizzera | Totale Svizzera | Totale Svizzera               | Totale Svizzera                                      | 49 | 20 | 17 | 12 | 40,82 | 80 | 59 | +21 |

#### Panchine da commissario tecnico della nazionale svizzera
| Cronologia completa delle presenze e delle reti in nazionale ― Svizzera | Cronologia completa delle presenze e delle reti in nazionale ― Svizzera | Cronologia completa delle presenze e delle reti in nazionale ― Svizzera | Cronologia completa delle presenze e delle reti in nazionale ― Svizzera | Cronologia completa delle presenze e delle reti in nazionale ― Svizzera | Cronologia completa delle presenze e delle reti in nazionale ― Svizzera | Cronologia completa delle presenze e delle reti in nazionale ― Svizzera | Cronologia completa delle presenze e delle reti in nazionale ― Svizzera |
| Data                                                                    | Città                                                                   | In casa                                                                 | Risultato                                                               | Ospiti                                                                  | Competizione                                                            | Reti                                                                    | Note                                                                    |
| ----------------------------------------------------------------------- | ----------------------------------------------------------------------- | ----------------------------------------------------------------------- | ----------------------------------------------------------------------- | ----------------------------------------------------------------------- | ----------------------------------------------------------------------- | ----------------------------------------------------------------------- | ----------------------------------------------------------------------- |
| 1-9-2021                                                                | Basilea                                                                 | Svizzera                                                                | 2 – 1                                                                   | Grecia                                                                  | Amichevole                                                              | Steven Zuber Ruben Vargas                                               | Cap: R. Rodriguez                                                       |
| 5-9-2021                                                                | Basilea                                                                 | Svizzera                                                                | 0 – 0                                                                   | Italia                                                                  | Qual. Mondiali 2022                                                     | -                                                                       | Cap: Y. Sommer                                                          |
| 8-9-2021                                                                | Belfast                                                                 | Irlanda del Nord                                                        | 0 – 0                                                                   | Svizzera                                                                | Qual. Mondiali 2022                                                     | -                                                                       | Cap: Y. Sommer                                                          |
| 9-10-2021                                                               | Ginevra                                                                 | Svizzera                                                                | 2 – 0                                                                   | Irlanda del Nord                                                        | Qual. Mondiali 2022                                                     | Steven Zuber Christian Fassnacht                                        | Cap: X. Shaqiri                                                         |
| 12-10-2021                                                              | Vilnius                                                                 | Lituania                                                                | 0 – 4                                                                   | Svizzera                                                                | Qual. Mondiali 2022                                                     | 2 Breel Embolo Renato Steffen Mario Gavranovic                          | Cap: X. Shaqiri                                                         |
| 12-11-2021                                                              | Roma                                                                    | Italia                                                                  | 1 – 1                                                                   | Svizzera                                                                | Qual. Mondiali 2022                                                     | Silvan Widmer                                                           | Cap: X. Shaqiri                                                         |
| 15-11-2021                                                              | Lucerna                                                                 | Svizzera                                                                | 4 – 0                                                                   | Bulgaria                                                                | Qual. Mondiali 2022                                                     | Noah Okafor Ruben Vargas Cedric Itten Remo Freuler                      | Cap: X. Shaqiri                                                         |
| 26-3-2022                                                               | Londra                                                                  | Inghilterra                                                             | 2 – 1                                                                   | Svizzera                                                                | Amichevole                                                              | Breel Embolo                                                            | Cap: G. Xhaka                                                           |
| 29-3-2022                                                               | Zurigo                                                                  | Svizzera                                                                | 1 – 1                                                                   | Kosovo                                                                  | Amichevole                                                              | Jordan Lotomba                                                          | Cap: G. Xhaka                                                           |
| 2-6-2022                                                                | Praga                                                                   | Rep. Ceca                                                               | 2 – 1                                                                   | Svizzera                                                                | UEFA Nations League 2022-2023 - 1º turno                                | Noah Okafor                                                             | Cap: G. Xhaka                                                           |
| 5-6-2022                                                                | Lisbona                                                                 | Portogallo                                                              | 4 – 0                                                                   | Svizzera                                                                | UEFA Nations League 2022-2023 - 1º turno                                | -                                                                       | Cap: G. Xhaka                                                           |
| 9-6-2022                                                                | Ginevra                                                                 | Svizzera                                                                | 0 – 1                                                                   | Spagna                                                                  | UEFA Nations League 2022-2023 - 1º turno                                | -                                                                       | Cap: G. Xhaka                                                           |
| 12-6-2022                                                               | Ginevra                                                                 | Svizzera                                                                | 1 – 0                                                                   | Portogallo                                                              | UEFA Nations League 2022-2023 - 1º turno                                | Haris Seferovic                                                         | Cap: G. Xhaka                                                           |
| 24-9-2022                                                               | Zaragoza                                                                | Spagna                                                                  | 1 – 2                                                                   | Svizzera                                                                | UEFA Nations League 2022-2023 - 1º turno                                | Manuel Akanji Breel Embolo                                              | Cap: G. Xhaka                                                           |
| 27-9-2022                                                               | San Gallo                                                               | Svizzera                                                                | 2 – 1                                                                   | Rep. Ceca                                                               | UEFA Nations League 2022-2023 - 1º turno                                | Remo Freuler Breel Embolo                                               | Cap: G. Xhaka                                                           |
| 17-11-2022                                                              | Abu Dhabi                                                               | Ghana                                                                   | 2 – 0                                                                   | Svizzera                                                                | Amichevole                                                              | -                                                                       | Cap: G. Xhaka                                                           |
| 24-11-2022                                                              | Al Wakrah                                                               | Svizzera                                                                | 1 – 0                                                                   | Camerun                                                                 | Mondiali 2022 - 1º turno                                                | Breel Embolo                                                            | Cap: G. Xhaka                                                           |
| 28-11-2022                                                              | Doha                                                                    | Brasile                                                                 | 1 – 0                                                                   | Svizzera                                                                | Mondiali 2022 - 1º turno                                                | -                                                                       | Cap: G. Xhaka                                                           |
| 2-12-2022                                                               | Doha                                                                    | Serbia                                                                  | 2 – 3                                                                   | Svizzera                                                                | Mondiali 2022 - 1º turno                                                | Xherdan Shaqiri Breel Embolo Remo Freuler                               | Cap: G. Xhaka                                                           |
| 6-12-2022                                                               | Lusail                                                                  | Portogallo                                                              | 6 – 1                                                                   | Svizzera                                                                | Mondiali 2022 - Ottavi di finale                                        | Manuel Akanji                                                           | Cap: G. Xhaka                                                           |
| 25-3-2023                                                               | Novi Sad                                                                | Bielorussia                                                             | 0 – 5                                                                   | Svizzera                                                                | Qual. Euro 2024                                                         | 3 Renato Steffen Granit Xhaka Zeki Amdouni                              | Cap: G. Xhaka                                                           |
| 28-3-2023                                                               | Ginevra                                                                 | Svizzera                                                                | 3 – 0                                                                   | Israele                                                                 | Qual. Euro 2024                                                         | Ruben Vargas Zeki Amdouni Silvan Widmer                                 | Cap: G. Xhaka                                                           |
| 16-6-2023                                                               | Andorra la Vella                                                        | Andorra                                                                 | 1 – 2                                                                   | Svizzera                                                                | Qual. Euro 2024                                                         | Remo Freuler Zeki Amdouni                                               | Cap: G. Xhaka                                                           |
| 19-6-2023                                                               | Lucerna                                                                 | Svizzera                                                                | 2 – 2                                                                   | Romania                                                                 | Qual. Euro 2024                                                         | 2 Zeki Amdouni                                                          | Cap: G. Xhaka                                                           |
| 9-9-2023                                                                | Pristina                                                                | Kosovo                                                                  | 2 – 2                                                                   | Svizzera                                                                | Qual. Euro 2024                                                         | Remo Freuler autorete                                                   | Cap: G. Xhaka                                                           |
| 12-9-2023                                                               | Sion                                                                    | Svizzera                                                                | 3 – 0                                                                   | Andorra                                                                 | Qual. Euro 2024                                                         | Cedric Itten Granit Xhaka Xherdan Shaqiri (rig.)                        | Cap: G. Xhaka                                                           |
| 15-10-2023                                                              | St. Gallen                                                              | Svizzera                                                                | 3 – 3                                                                   | Bielorussia                                                             | Qual. Euro 2024                                                         | Xherdan Shaqiri Manuel Akanji Zeki Amdouni                              | Cap: G. Xhaka                                                           |
| 15-11-2023                                                              | Felcsút                                                                 | Israele                                                                 | 1 – 1                                                                   | Svizzera                                                                | Qual. Euro 2024                                                         | Ruben Vargas                                                            | Cap: G. Xhaka                                                           |
| 18-11-2023                                                              | Basilea                                                                 | Svizzera                                                                | 1 – 1                                                                   | Kosovo                                                                  | Qual. Euro 2024                                                         | Ruben Vargas                                                            | Cap: G. Xhaka                                                           |
| 21-11-2023                                                              | Bucarest                                                                | Romania                                                                 | 1 – 0                                                                   | Svizzera                                                                | Qual. Euro 2024                                                         | -                                                                       | Cap: G. Xhaka                                                           |
| 23-3-2024                                                               | Copenaghen                                                              | Danimarca                                                               | 0 – 0                                                                   | Svizzera                                                                | Amichevole                                                              | -                                                                       | Cap: G. Xhaka                                                           |
| 26-3-2024                                                               | Dublino                                                                 | Irlanda                                                                 | 0 – 1                                                                   | Svizzera                                                                | Amichevole                                                              | Xherdan Shaqiri                                                         | Cap: G. Xhaka                                                           |
| 4-6-2024                                                                | Lucerna                                                                 | Svizzera                                                                | 4 – 0                                                                   | Estonia                                                                 | Amichevole                                                              | Steven Zuber Zeki Amdouni Nico Elvedi Xherdan Shaqiri (rig.)            | Cap: G. Xhaka                                                           |
| 8-6-2024                                                                | San Gallo                                                               | Svizzera                                                                | 1 – 1                                                                   | Austria                                                                 | Amichevole                                                              | Silvan Widmer                                                           | Cap: G. Xhaka                                                           |
| 15-6-2024                                                               | Colonia                                                                 | Ungheria                                                                | 1 – 3                                                                   | Svizzera                                                                | Euro 2024 - 1º turno                                                    | Kwadwo Duah Michel Aebischer Breel Embolo                               | Cap: G. Xhaka                                                           |
| 19-6-2024                                                               | Colonia                                                                 | Scozia                                                                  | 1 – 1                                                                   | Svizzera                                                                | Euro 2024 - 1º turno                                                    | Xherdan Shaqiri                                                         | Cap: G. Xhaka                                                           |
| 23-6-2024                                                               | Francoforte sul Meno                                                    | Svizzera                                                                | 1 – 1                                                                   | Germania                                                                | Euro 2024 - 1º turno                                                    | Dan Ndoye                                                               | Cap: G. Xhaka                                                           |
| 29-6-2024                                                               | Berlino                                                                 | Svizzera                                                                | 2 – 0                                                                   | Italia                                                                  | Euro 2024 - Ottavi di finale                                            | Remo Freuler Ruben Vargas                                               | Cap: G. Xhaka                                                           |
| 6-7-2024                                                                | Düsseldorf                                                              | Inghilterra                                                             | 1 – 1 dts (5-3 dtr)                                                     | Svizzera                                                                | Euro 2024 - Quarti di finale                                            | Breel Embolo                                                            | Cap: G. Xhaka                                                           |
| 5-9-2024                                                                | Copenaghen                                                              | Danimarca                                                               | 2 – 0                                                                   | Svizzera                                                                | UEFA Nations League 2024-2025 - 1º turno                                | -                                                                       | Cap: G. Xhaka                                                           |
| 8-9-2024                                                                | Ginevra                                                                 | Svizzera                                                                | 1 – 4                                                                   | Spagna                                                                  | UEFA Nations League 2024-2025 - 1º turno                                | Zeki Amdouni                                                            | Cap: M. Akanji                                                          |
| 12-10-2024                                                              | Leskovac                                                                | Serbia                                                                  | 2 – 0                                                                   | Svizzera                                                                | UEFA Nations League 2024-2025 - 1º turno                                | -                                                                       | Cap: G. Xhaka                                                           |
| 15-10-2024                                                              | San Gallo                                                               | Svizzera                                                                | 2 – 2                                                                   | Danimarca                                                               | UEFA Nations League 2024-2025 - 1º turno                                | Remo Freuler Zeki Amdouni (rig.)                                        | Cap: G. Xhaka                                                           |
| 15-11-2024                                                              | Zurigo                                                                  | Svizzera                                                                | 1 – 1                                                                   | Serbia                                                                  | UEFA Nations League 2024-2025 - 1º turno                                | Zeki Amdouni                                                            | Cap: G. Xhaka                                                           |
| 18-11-2024                                                              | Santa Cruz de Tenerife                                                  | Spagna                                                                  | 3 – 2                                                                   | Svizzera                                                                | UEFA Nations League 2024-2025 - 1º turno                                | Joël Monteiro Andi Zeqiri (rig.)                                        | Cap: G. Xhaka                                                           |
| 21-3-2025                                                               | Belfast                                                                 | Irlanda del Nord                                                        | 1 – 1                                                                   | Svizzera                                                                | Amichevole                                                              | Vincent Sierro                                                          | Cap: B. Embolo                                                          |
| 25-3-2025                                                               | San Gallo                                                               | Svizzera                                                                | 3 – 1                                                                   | Lussemburgo                                                             | Amichevole                                                              | Ruben Vargas Breel Embolo (rig.) Miro Muheim                            | Cap: R. Rodríguez                                                       |
| 7-6-2025                                                                | Salt Lake City                                                          | Messico                                                                 | 2 – 4                                                                   | Svizzera                                                                | Amichevole                                                              | Breel Embolo Zeki Amdouni Dan Ndoye Fabian Rieder                       | Cap: G. Xhaka                                                           |
| 10-6-2025                                                               | Nashville                                                               | Stati Uniti                                                             | 0 – 4                                                                   | Svizzera                                                                | Amichevole                                                              | Dan Ndoye Michel Aebischer Breel Embolo Johan Manzambi                  | Cap: G. Xhaka                                                           |
| Totale                                                                  |                                                                         | Presenze                                                                | 49                                                                      |                                                                         | Reti                                                                    | 80                                                                      |                                                                         |

## Palmarès

### Giocatore
- Campionato svizzero: 5

Grasshoppers: 1994-1995, 1995-1996
Basilea: 2001-2002, 2003-2004, 2004-2005
- Coppa Svizzera: 3

Grasshoppers: 1993-1994
Basilea: 2001-2002, 2002-2003

### Allenatore
- Challenge League: 1

Thun: 2009-2010
- Campionato svizzero: 2

Basilea: 2012-2013, 2013-2014